# Crewe and Nantwich
Crewe and Nantwich este un district ne-metropolitan situat în Regatul Unit, în comitatul Cheshire din regiunea North West, Anglia.

## Orașe din cadrul districtului
- Crewe
- Nantwich